# Berit Oskal Eira
Berit Oskal Eira (* 1. März 1951; † 26. Januar 2021) war eine norwegisch-samische Politikerin der sozialdemokratischen Arbeiderpartiet (Ap). Eira war von 2001 bis 2009 Abgeordnete im norwegischen Sameting und von Oktober 2005 bis Oktober 2007 Staatssekretärin.

## Leben
Eira besuchte das Gymnasium in Tromsø. Später war sie Schülerin an den Hauswirtschaftsschulen in Målselv und Narvik. Von 1974 bis 1976 besuchte sie die samische Volkshochschule Samernas Folkhögskola im schwedischen Jokkmokk, wo sie eine Ausbildung in der samischen Handwerksform Duodji erhielt. Ab 1976 unterrichtete sie bis 1978 an der staatlichen Rentierhalterschule Statens reindriftskole. Im Jahr 1979 war Eira Handwerkslehrerin an der samischen Volkshochschule in Jokkmokk. Im selben Jahr wurde sie Generalsekretärin im Norske Reindriftsamers Landsforbund (NRL), dem Verband norwegisch-samischer Rentierhalter. Von 1982 bis 1984 übernahm sie den Vorsitz des Verbands. Anschließend arbeitete Eira bis 1987 weiter für den NRL. Ab 1988 unterrichtete sie Duodji und Samisch an der samischen Bildungseinrichtung Sameskolen i Troms in Målselv.
Bei der Sametingswahl 1997 scheiterte Eira knapp am Einzug in das samische Parlament Sameting. Im Jahr 2001 zog Eira schließlich erstmals in das Parlament ein. Bei der Sametingswahl im Herbst 2005 gelang ihr der Wiedereinzug. Am 28. Oktober 2005 wurde sie Staatssekretärin im Arbeits- und Sozialministerium unter Minister Bjarne Håkon Hanssen. Ihr Aufgabengebiet als Staatssekretärin umfasste Angelegenheiten von Samen und anderen Minderheiten. Eiras Amtszeit endete am 26. Oktober 2007. Nachdem Eira aufgrund ihrer Tätigkeit als Staatssekretärin im Sameting von einem Parteikollegen vertreten worden war, übernahm sie anschließend ihr Mandat für die verbleibende Legislaturperiode wieder selbst. Sie blieb bis 2009 Abgeordnete im Sameting.
Eira starb im Januar 2021 im Alter von 69 Jahren.